# Kind of new
Kind of new is een studioalbum, dat verscheen onder de naam Matthews Southern Comfort (MSC). Onder die naam was bijna 40 jaar geen muziekalbum verschenen. Het album was lang in de maak, want de eerste opnamen werden al verricht in april 2005. Alles was toen eigenlijk klaar maar Iain Matthews’ inbreng werd niet eerder opgenomen dan in 2009. Het album was volgens Matthews zelf een terugkeer naar de begintijden van zijn eigen loopbaan, maar dan toch wel aangepast aan zijn huidige muziekstijl. Het eerste album bevatte een combinatie van countrymuziek met folk, dit album heeft meer intieme jazzzang van zijn kant, een stijl die de laatste jaren voor dit album werd “geadopteerd” door Matthews.
Het album verdeelde de groep fans van MSC in tweeën. De eerste groep, gevormd door de fans van “toen”, konden dit album maar moeilijk plaatsen. De muziek leek niet op de oorspronkelijke en ook de oorspronkelijke musici speelden niet mee. De volgers van Matthews solocarrière hadden er minder moeite mee. Beide groepen waren wel bijna unaniem van mening dat de stem van Matthews na al die jaren nog steeds stand houdt.  
Na het album volgde een tournee met Bart de Win, Baartmans en Elly Kellner.

## Musici
- Iain Matthews – zang, akoestische gitaar, percussie
- Terri Binion – zang, akoestische gitaar
- Mike Roelofs – toetsinstrumenten waaronder de melodica, percussie
- Bart-Jan Baartmans – basgitaar, mandoline, akoestische slidegitaar
- Richard Kennedy – akoestische gitaar
- Joost Kroon – drums

## Muziek
| Nr. | Titel                                          | Duur |
| --- | ---------------------------------------------- | ---- |
| 1.  | Letting the mad dogs lie (Matthews, Baartmans) | 5:47 |
| 2.  | These days (Binion)                            | 4:14 |
| 3.  | Road to Ronderlin (Matthews)                   | 4:40 |
| 4.  | Perfect love (Binion)                          | 5:09 |
| 5.  | The way things are (Matthews, Kennedy)         | 3:13 |
| 6.  | Seven hours (Binion)                           | 4:41 |
| 7.  | Woodstock (Joni Mitchell)                      | 5:20 |
| 8.  | Locomotive (Binion)                            | 3:45 |
| 9.  | O'Donnel Street (Matthews, Baartmans)          | 7:54 |
| 10. | Dear Richard (Binion)                          | 5:14 |
| 11. | Kingfish (Matthews, Kennedy)                   | 3:58 |
| 12. | Blood red roses (Richard Farino)               | 4:59 |
| 13. | Money (Matthews)                               | 3:14 |